# Tenrikjó
A Tenrikjó Japán legújabb vallásirányzatainak egyike, mely a 19. század első feléből eredeztethető. Központja a mai Nara prefektúrában található és több mint 16 ezer helyi szervezésű templomot támogat. Alapítója egy Szanmaiden nevű faluban született földműves nő, Nakajama Miki (中山 みき,  1798 április 18—1887 január 26). Az új irányzat sem szigorúan monoteistának, sem panteisztikusnak nem nevezhető, mivel saját istenét nem azonosítja teljes mértékben a világgal. Követői számára az istenség, mely számos néven ismert (pl. Cukihi, Tenri-O-no-Mikoto, Ojagamiszama), Nakajamán keresztül nyilvánította ki isteni akaratát. Tanításai központjában a “Boldog élet” áll. 

Tenrikjó jelkép

Japánban jelenleg több mint 1,75 millió, világszerte pedig több mint 2 millió követőt számol, főként Délkelet-Ázsiában, Kanadában és az Egyesült Államokban.

## Hitrendszer
Minden hívő elsődleges célja, hogy boldog életet éljen, ami az ember alapvető állapota. A Tenrikjó központja Nara prefektúrában, azon belül is Tenri városában található. Itt kap helyet az ún. Dzsiba, ami ezen hitvilág szerint az emberiség szülőhelye és a világ középpontja. Ezt a pontot jelöli a Kanrodai nevezetű oszlop. Mikor isten megteremtette az embert, megajándékozta a szabad gondolkodással. Ez a szabadság lehetővé teszi hogy az ember saját belátása szerint használja elméjét. Az hogy ezt miként teszi, dönti el hogy boldog életet él, vagy elégedetlenségben és szenvedésben tengődik. A hívők számára fontos, hogy az élet nehézségeihez minden esetben pozitívan és ítéletmentesen álljanak. Sok valláshoz hasonlóan itt is létezik a reinkarnáció fogalma.

### Boldog élet
A Tenrikjó tanításai középpontjában a Boldog Élet áll. Ennek eléréséhez tartózkodni kell a mohóságtól, önzéstől, haragtól és az arroganciától. Elengedhetetlen továbbá a jótékonykodás és könyörület. Fontos hogy pozitívan és segítőkészen viseltessünk embertársaink iránt. Hinikinsinnek nevezik az önzetlen és hálás cselekedeteket. Ezek segítségével zárhatók ki az önközpontú gondolatok, melyek a hívők szerint a Boldog Élet útjában állnak. Ezen vallás felfogása szerint a negatív viselkedés nem minősül bűnnek, hanem sokkal inkább “lesöprésre váró pornak”. Az élet nehézségeire gyakran úgy tekintenek mint isteni útmutatás, amivel Tenri-O-no-Mikoto próbálja felhívni figyelmüket hibáikra és elvezetni őket a boldog élethez. Aki képes elfogadni a tényt miszerint isten teremtette az emberiséget és az isteni gondviselésre bízza magát, képes megtapasztalni a és kinyilvánítani a valódi örömöt.  

### Ontológia
Legalapvetőbb tanításának neve: “kasimono-karimono”, azaz “egy kölcsönadott és egy kölcsönvett dolog”. Ez a bizonyos kölcsön kapott dolog maga az emberi test, ami nincs egészen az uralmunk alatt. A Tenrikjó követői szerint az egyetlen dolog ami felől mi magunk rendelkezünk, az a saját elménk.

### Isten
Istenségük Tenri-O-no-Mikoto a Tenrikjó tanításai szerint a világegyetem és az emberiség teremtője, habár széles körben elfogadott a felfogás, miszerint nem mindenható. A vallás nem nevezhető monoteistának, mivel elfogadja egyéb istenek létezését, ám ezek nem egyenrangúak a teremtővel. Rájuk sokkal inkább eszközökként tekintenek akiket szintén Tenri-O-no-Mikoto alkotott. 
Gyakran utalnak rá mint “Szülő Isten”, akinek egyetlen célja az emberiség boldogsága, a béke és a harmónia megteremtése. Mondhatni egy szülő-gyermek viszony áll fenn a követők és Tenri közt. 
Tenri-O-no-Mikoto négy alaptulajdonsága:
- - Az isten aki nyíltan felfedte magát az egész világ előtt.
- - Az alkotó aki létrehozta az univerzumot és az emberiséget.
- - A létezés és minden élet védelmezője és fenntartója.
- - Megmentője azoknak akiknek célja az emberiség megmentése.

Nakajama a szentírásain keresztül igyekezett követőinek megmagyarázni ezen istenség fogalmát. 
- Elsőként mint “Kami”. Ez a megnevezés már ismert volt a követők számára, miután a Sintó vallás is ekként nevezte meg istenségeit, szellemeit.
- A második a “Cukihi” (Tsukihi – 月日, Hold és Nap). A hold és a nap voltaképp az istenség vizuális manifesztációi. Ahogy ezek fényt és melegséget adnak a világnak a nap minden percében, úgy isten munkája is állandó.
- Az utolsó pedig “Oya” (をや, Szülő). Ez a megnevezés utal az ember és istenség közötti szülő-gyermek viszonyra. Tenri-O-no-Mikoto nem parancsol és nem büntet, hanem sokkal inkább utat mutat a boldog élet és a békés együttélés felé.

## Története

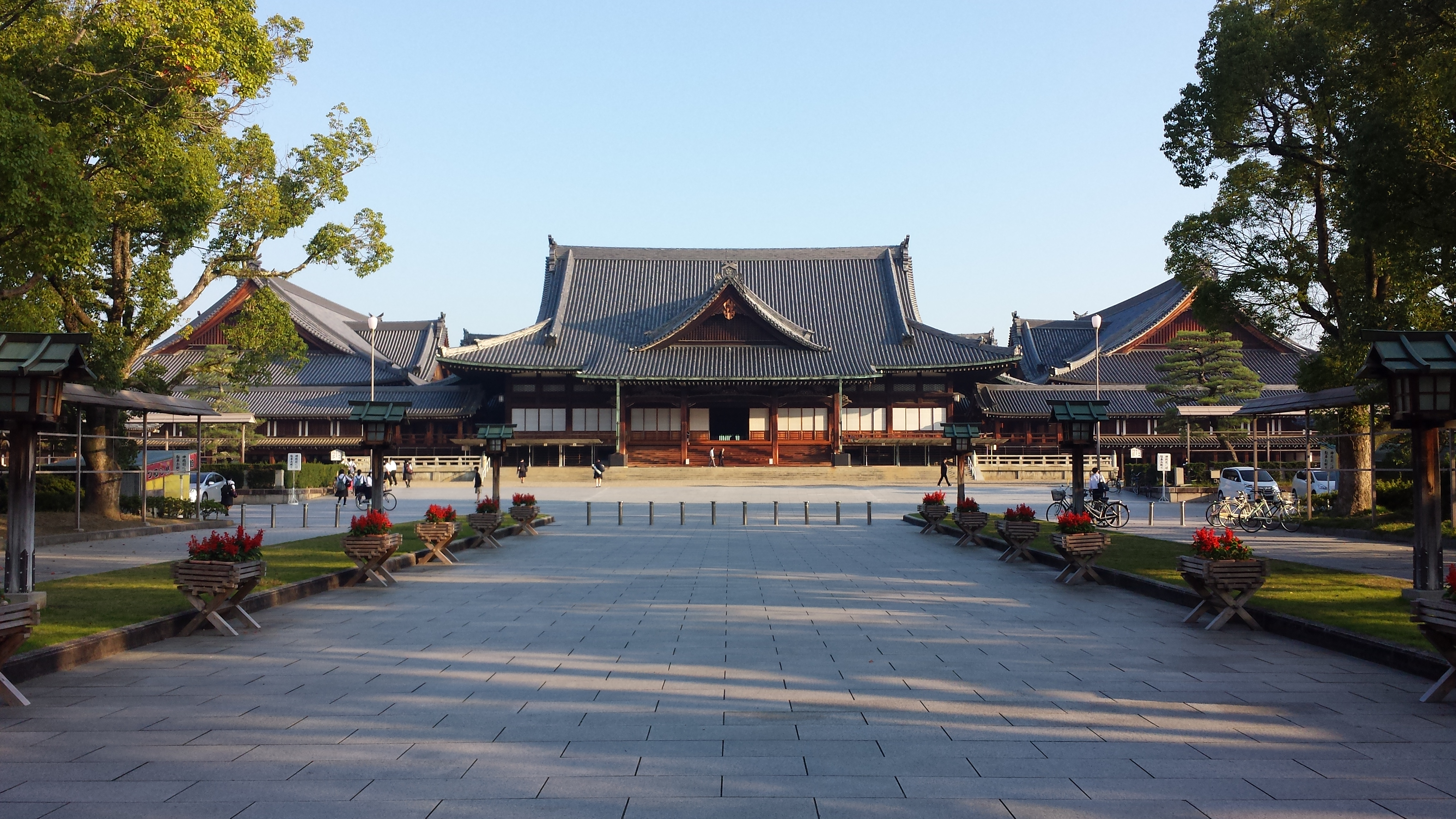
Tenrikjó templom Narában

Az első kinyilatkoztatás 1838 október 23-ra tehető, amikor is Nakajama férjét és fiát betegség szállta meg. A család egy buddhista szerzetest hívott hogy ördögűzést hajtson végre, hogy elűzze a betegséget okozó szellemet. A rituálé alatt az asszonyt megszállta Tenri-O-no-Mikoto, aki hírnökének követelte őt. Miki transzba esett, családja pedig az ezt követő napokban igyekezett kitalálni, hogy miként reagáljon az istenség követeléseire. Többszöri visszautasítás után az istenség reakciói egyre intenzívebbé váltak. Végül 1838 október 26 reggelén a család engedett a kívánalmaknak és a transz megszűnt. Ezzel pedig megszületett a Tentrikjó. 
Ezt követően Nakajama átadta tanításait. Legelső követői közé tartozott Izo Iburi, aki szintén üzenetet kapott Tenri-O-no-Mikoto-tól és Miki-vel együtt terjesztette és lejegyezte a tanokat. A szekta még Miki munkássága alatt vált közkedveltté, habár gyakran került összetűzésbe az államhatóságokkal. Írásait és tetteit azonban széles körökben tisztelték és tisztelik ma is. Halála után egy Iburi nevű szerzetes vette át a szekta vezetését. Az ő 1907-es halálát követően viszont csakis a Nakajama család tagjai álltak vezető szerepben. 
A Tenrikjó először a Josida nevezetű sintó szekta egyik mellékágaként volt számon tartva, azonban az államvezetés nyomására 1880-tól a buddhista szekták csoportjába sorolták. 1908-tól pedig a Kjóha Sintó szekta csoportosulás egyikeként volt ismert. (annak ellenére, hogy teológiája számos ponton különbözött a Sintóizmustól). Ebben az időszakban a csoportosulást humanitárius cselekedetei emelték ki a tömegből. Számos árvaházat, illetve vakoknak fenntartott iskolát nyitottak. A második világháború után követői elérték hogy kikerüljön a sintó státuszból és elismerték mint egyedülálló vallást, de továbbra is megtartott számos tradicionális rituális gyakorlatot.

## Szentírások
Összesen három szent irattal rendelkezik a Tenrikjó. Ezek a következők: Ofudeszaki, Mikagura-uta, Oszasizu.
A három közül az Ofudeszaki (おふでさき) a legfontosabb. Ez egy 17 kötetből álló verses kötet, mely 1711 Vaka verset foglal magába. A Tenrikjó alapítója Nakajama Miki alkotta 1869 és 1882 között.  
A Mikagura-uta (みかぐらうた) a “szolgálat” irata, mely az egyik legalapvetőbb rituálé ebben a vallásban. A hívők közösen éneklik különböző táncmozdulatokkal és zenével egybekötve. Ezeket szintén Nakajama alkotta és tanította. 
Az Oszasizu (おさしづ) Izo Iburi szóbeli kinyilatkoztatásainak írásos feljegyzése. Összesen hét kötetből áll.

## Szervezet
A Tenrikjónak számos különböző funkcióval rendelkező csoportja van. Ezek közé tartoznak a katasztrófa-elhárító testületek, egészségügyi személyzet, kórházak, egyetemek, múzeumok, könyvtárak és egyéb iskolák is. 

## Vallásgyakorlás
Az Ocutome, vagy más néven napi szertartás reggel és este zajlik. Ezeken különböző hangszereket használnak (pl. Chanpon – cintányér, Surigane – kis gong, Taiko – nagy dob, Tsuzumi – vállon hordozható dob, bambusz síp). Ezek segítségével játsszák el a Mikagura-uta-ban szereplő zenéket, ének és tánc kíséretében.